# Dynam Japan Holdings
Dynam Japan Holdings（港交所：6889）是一間在日本經營彈珠機遊戲館的公司。Dynam Japan Holdings旗下的品牌包括Dynam、悠遊館及信賴之森。
2012年7月，Dynam Japan Holdings在香港進行公開招股，招股價範圍為14至16港元，發行1.12億股新股，最多集資17.92億港元。Dynam Japan Holdings在8月6日於香港交易所上市，是首家在香港上市的日本公司。

## 外部連結
- Dynam Japan Holdings公司網頁（页面存档备份，存于）
- Dynam Japan Holdings招股章程（页面存档备份，存于）